# 叶守泽
叶守泽（1920年—2002年），男，汉族，广西桂林人，中国水文学家、教育家，曾任武汉水利电力学院副院长、教授、博士生导师。